# Hugo Boss
Hugo Boss AG este o casă de modă din Metzingen, Germania. Este numită după fondatorul ei, Hugo Boss (1885–1948).

## Astăzi
Hugo Boss are în prezent peste  6.102 puncte de vânzare în 110 țări. Hugo Boss AG deține direct peste 364 de magazine de vânzare cu amănuntul și peste 1000 prin franciză. Produsele sunt făcute în mai multe locuri Izmir, Turcia, Radom, Polonia; Morrovalle, Italia; Franța; Cleveland, SUA; și Metzingen, Germania.